# Suikinkutsu
Un suikinkutsu (水琴窟), littéralement « caverne du koto d'eau », est un type d'ornement décoratif et musical du jardin japonais.
Il se compose d'une jarre enterrée à l'envers avec un trou à son fond. Des gouttes d'eau passent à travers le trou et tombent sur un petit bassin d'eau stagnante situé à l'intérieur de la jarre. Le bruit créé à l'intérieur est semblable à un koto.
Il se trouve généralement à côté du chōzubachi, un bassin traditionnel en pierre servant à se nettoyer les mains avant de participer à la cérémonie du thé japonaise. C'est l'eau utilisée du chōzubachi qui forme les gouttes qui tombent dans le suikinkutsu.

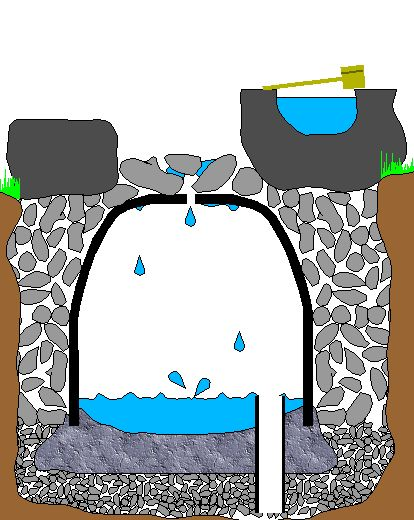
Schéma d'un suikinkutsu.